# Das Verbrechen von Guildford
Das Verbrechen von Guildford ist ein Kriminalroman von Freeman Wills Crofts aus dem Jahr 1935. Der Roman wurde in den Vereinigten Staaten ursprünglich unter dem Titel Crime at Nornes veröffentlicht. Später trug er den Titel Crime at Guildford. Die deutsche Übersetzung wurde erstmals 1977 beim Heyne Verlag veröffentlicht.

## Handlung
Trotz der langsamen Erholung nach der Weltwirtschaftskrise steht es schlecht um die Juwelenfirma Nornes Ltd. Direktoren und leitende Angestellte treffen sich am Wochenende im Anwesen des Generaldirektors in Guildford, um über Liquidierung oder Kapitalaufnahme zu beraten. Anwesend sind außer Nornes die Direktoren Ricardo und Osenden. Der schwerkranke Hauptbuchhalter Dinter kommt später an und begibt sich sofort auf sein Zimmer. Ein weiterer Direktor, Sloley, und der Buchhalter Sheens, der eine wichtige Finanzaufstellung zum Treffen beibringen sollte, nehmen zunächst an einer Familienfeier von Sheen in London teil und erreichen den Landsitz erst am späten Abend.
Am nächsten Morgen wird der Hauptbuchhalter tot im Bett aufgefunden und der Arzt argwöhnt eine unnatürliche Todesursache. Am Montag darauf stellt sich heraus, dass der Firmentresor von Nornes Ltd. in London seines Inhalts – Juwelen im Wert von über einer halben Million Pfund – beraubt worden ist. Zwei Schlüssel sind zur Öffnung nötig, der des Generaldirektors Nornes und der des ermordeten Hauptbuchhalters Dinter. Chief-Inspector French von Scotland Yard vermutet eine Verbindung der beiden Gewalttaten.
French verdächtigt zunächst Ricardo, der finanziell vor dem Ruin steht und ein Liebesverhältnis mit der Ehefrau Dinters unterhält. Dann geraten Sloley und Sheen ins Blickfeld, die am frühen Abend die Gesellschaftsfeier kurzfristig verlassen hatten, um sich mit Dinter wegen der Finanzaufstellung am Firmensitz zu treffen. Sie hatten also die Gelegenheit zur Ausführung des Raubes. Doch ihr Alibi für die Mordzeit Dinters ist nicht zu erschüttern.
Die Ermittlungen geraten in eine Sackgasse, aus der erst die Beobachtungen eines Telegrafenarbeiters führen. Er hatte an einem Sonntag von einem Telegrafenmast aus verdächtige Bewegungen zweier Männer im Büro der Firma Nornes Ltd. gesehen, bei denen ein verdächtiger Kasten immer wieder auf Scheinversuche den Tresor zu öffnen ausgerichtet wurde. Inspektor French stellt die Hypothese auf, dass sich in diesem Kasten eine Filmkamera verbarg, die die Tresorschließungen filmen sollte. Anhand der Filmaufnahmen sollten dann möglicherweise Nachschlüssel geschnitten werden. Techniker bestätigen French die Durchführbarkeit dieser Methode und Untersuchungen bei der Firma Nornes zeigen, dass Gelegenheiten für den Einsatz der Kamera bestanden.
Damit konzentriert sich wieder der Verdacht auf Sloley und Sheen. Erhärtet wird dieser, als eine hochwertige Filmkamera von Lyde, dem Schwager Sheens, einem arbeitslosen Schauspieler, verpfändet wird. Durch den Fund eines Filmstückchens in der Werkstatt Sheens wird der Verdacht zur Gewissheit. Lydes Alibi für die Tatzeit kann durch French in Frage gestellt werden. Doch an der Tatsache, dass Slyley und Sheen zur Todeszeit Dinters nicht in Guildford waren, ist nicht zu rütteln. 
Intensive Ermittlungen am und um den Firmensitz am fraglichen Abend lassen schließlich French den Ablauf des Geschehens erahnen: Sloley und Sheen bestellten Dinter in die Firma, da sie Probleme mit dem zweiten Nachschlüssel hatten. Mit Hilfe seines Schlüssels raubten sie den Inhalt des Tresors, führten den unter Drogen gesetzten Dinter aus dem Gebäude in ihr Auto, töteten ihn und brachten die Leiche nach Guildford. Inzwischen hatte sich ihr Komplize, der Schauspieler Lyde, der Dinters Statur besitzt, nach Guildford begeben und sich dort vor dem Diener als Dinter ausgegeben und sich sogleich wegen seiner Krankheit auf sein Zimmer zurückgezogen. Die Leiche Dinters wurde später durch das Fenster ins Zimmer gebracht und auf diesem Wege verließ Lyde auch den Raum. Ein Fingerabdruck Lydes am steifen Kragen des ermordeten Dinters bestätigt die Hypothese.
Doch Inspektor French hält es für fraglich eine Jury überzeugen zu können. Nur der Verbleib der Beute kann die Täter vollends überführen. Deshalb wird ihnen angedeutet, man sei ihnen auf der Spur, um sie zur Flucht zu bewegen. Tatsächlich verlassen Lyde, Sholey und Sheens auf getrennten Wegen London und begeben sich auf den Kontinent. Sloley kann in Dover festgenommen werden und Sheen und Lyde in Amsterdam, wo sich auch der Verbleib der Beute aufklärt. Die Täter hatten die Juwelen, in einem Buch verborgen, an eine Amsterdamer Adresse expediert.

## Fazit
Das Verbrechen von Guildford ist ein für Freeman Wills Crofts typischer Kriminalroman. Ein äußerst präzise geplantes Verbrechen wird durch den Kriminalisten durch ebenso präzise Ermittlungen allmählich aufgeklärt, wobei besonders die minutiöse Untersuchung der Alibis eine Rolle spielt. Man kann etwas vereinfachend sagen: Bei Crofts ist es stets der der Täter, der über das beste Alibi verfügt. Die zentrale Rolle des polizeilichen Ermittlers darf aber nicht dazu verleiten, Crofts als Vorläufer des Polizeiromans (Police procedural) zu sehen. Dazu mangelt es ihm an Interesse für die tatsächliche Polizeiarbeit.
Die schlichte aber genaue Sprache Crofts entspricht der Vorgehensweise seines Inspektors.

## Ausgaben
Englische Ausgaben
- The Crime at Nornes. Dodd Mead, New York City 1935
- Crime of Guildford. Collins Club, Glasgow 1935
- Crime of Guildford, Royal National Institute for the Blind, London 1936, in Blindenschrift
- Crime of Guildford, London 2001
- Inspector French and the crime of Guildford, New York 2020

Übersetzungen
- Le crime du siècle, traduit par Simone Lechevrel, Paris 1935
- Crimen en Guildford, Barcelona 1974
- Das Verbrechen von Guildford. Übers. von Josef Hyzdal von Miserony. Hrsg. von Egon Flörchinger. Heyne, München 1977, ISBN 3-45310-341-6.